# Lucão (calciatore 2000)
Lucão, pseudonimo di Lucas Gabriel Ribeiro Firmo (Patos de Minas, 29 maggio 2000), è un calciatore brasiliano, attaccante dell'Al-Markhiya in prestito dal Grêmio Anápolis.

## Carriera
Nato a Patos de Minas, nel corso del suo percorso giovanile milita per alcuni mesi nella formazione Under-23 del Braga, in Portogallo. Nel 2019 inizia la propria carriera nel Grêmio Anápolis, dove gioca nella prima divisione del Campionato Goiano.
Nel 2021 viene acquistato a titolo definitivo dall'Atl. Goianiense con cui esordisce in Série A il 30 maggio giocando l'incontro vinto 1-0 contro il Corinthians.

## Statistiche
Statistiche aggiornate al 2 luglio 2021.

### Presenze e reti nei club
| Stagione        | Squadra         | Campionato      | Campionato | Campionato | Coppe nazionali | Coppe nazionali | Coppe nazionali | Coppe continentali | Coppe continentali | Coppe continentali | Altre coppe | Altre coppe | Altre coppe | Totale | Totale | Totale |
| Stagione        | Squadra         | Comp            | Pres       | Reti       | Comp            | Pres            | Reti            | Comp               | Pres               | Reti               | Comp        | Pres        | Reti        | Pres   | Reti   |        |
| --------------- | --------------- | --------------- | ---------- | ---------- | --------------- | --------------- | --------------- | ------------------ | ------------------ | ------------------ | ----------- | ----------- | ----------- | ------ | ------ | ------ |
| 2018            | Trindade        | SD/GO           | 1          | 0          |                 | -               | -               |                    | -                  | -                  |             | -           | -           | 1      | 0      |        |
| 2019            | Grêmio Anápolis | PD/GO           | 2          | 0          |                 | -               | -               |                    | -                  | -                  |             | -           | -           | 2      | 0      |        |
| 2020            | Grêmio Anápolis | PD/GO           | 1          | 0          |                 | -               | -               |                    | -                  | -                  |             | -           | -           | 1      | 0      |        |
| 2020            | Goianésia       | PD/GO+D         | 0+10       | 0+3        |                 | -               | -               |                    | -                  | -                  |             | -           | -           | 10     | 3      |        |
| 2020            | Grêmio Anápolis | PD/GO           | 2          | 0          |                 | -               | -               |                    | -                  | -                  |             | -           | -           | 2      | 0      |        |
| 2021            | Grêmio Anápolis | PD/GO           | 15         | 5          |                 | -               | -               |                    | -                  | -                  |             | -           | -           | 15     | 5      |        |
| 2021            | Atl. Goianiense | PD/GO+A         | 0+6        | 0          | CB              | 2               | 0               |                    | -                  | -                  |             | -           | -           | 8      | 0      |        |
| Totale carriera | Totale carriera | Totale carriera | 37         | 8          |                 | 2               | 0               |                    | -                  | -                  |             | -           | -           | 39     | 8      |        |